# Park Kyung-won
Park Kyung-won, née le 24 juin 1901 à Daegu en Corée est une aviatrice coréenne. Elle trouve la mort le 7 août 1933 vers Hakone, dans la préfecture de Kanagawa au Japon, aux commandes de son biplan Hirondelle bleue en tentant d'atteindre la Mandchourie depuis Tokyo. 
Si Park Kyung-won est reconnue comme étant la première femme pilote coréenne civile, elle est cependant précédée par sa compatriote Kwon Ki-ok, pilote militaire entraînée par l'armée chinoise.

## Biographie
Née en Corée dans une famille aisée en 1901, Park Kyung-won fréquente de 1912 à 1916 une école pour femmes gérée par une mission de l'église presbytérienne américaine : la Daegu's Myeongsin Women's School. L'année suivant son diplôme de fin d'études, le 13 septembre 1917, elle part pour le Japon où elle suit, pendant deux ans, les cours d'une école technique de Yokohama.
En février 1920, elle revient à Daegu pour suivre des études d'infirmière. Son but est déjà de devenir aviatrice mais elle n'en a pas les moyens financiers. Elle exerce donc cette profession pendant cinq ans et en janvier 1925, elle revient au Japon et s'inscrit à l'école de pilotage de Tachikawa. Elle a prévu au départ d'intégrer la même école que An Chang-nam, le premier aviateur coréen mais cette école est fermée depuis 1923. Sur trente-trois élèves, il y a six femmes et elle est la seule Coréenne. À cette époque nombre de femmes coréennes au Japon sont des prostituées et le machisme est très présent au Japon. La nuit, elle travaille comme chauffeur pour payer ses études. 
Elle obtient sa licence de pilote de troisième classe le 28 janvier 1927 et sa licence de seconde classe le 30 juillet 1928. 
Le 4 mai 1933, Park Kyung-won est choisie pour aider à la propagande japonaise en ralliant par avion le Japon au Manchoukouo.

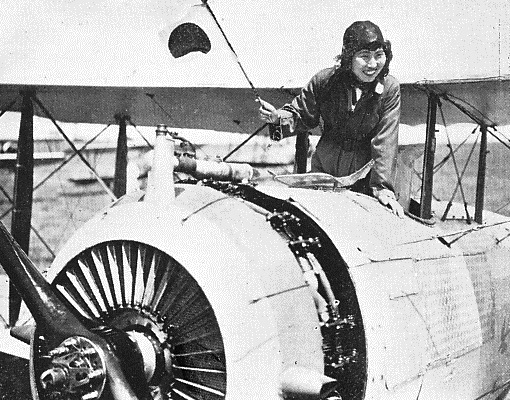
Park Kyung-won.

Le 7 août 1933, elle décolle de l'aéroport Haneda, à Tokyo, à bord d'un avion d'observation d'origine française, un Salmson 2A2 (c/n 244 J-BFYB) fabriqué sous licence par l'arsenal de l'Armée impériale de Tokorozawa et qui équipe entre autres le cinquième régiment d'aviation de Tachikawa où sert Han Ji-Hyeok, un homme dépeint comme très proche de l'aviatrice dans un film réalisé en 2005 en Corée du Sud qui raconte l'histoire de la jeune femme de manière romancée. Elle vole en direction de la Mandchourie quand, prise dans le brouillard, elle s'écrase après 42 minutes de vol, sur les pentes du mont Kurotake près de Hakone. A son poignet, sa montre bracelet s'est bloquée à 11:25:30. 

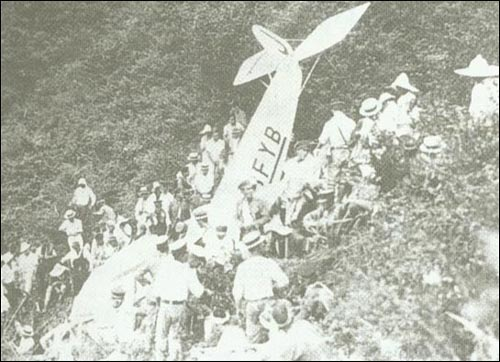
Site du crash de Park Kyung-won.

Un an plus tard, ses cadettes japonaises Chōko Mabuchi et Kiku Nishizaki seront les deux premières aviatrices à réussir la traversée de la mer du Japon que Park Kyung-won projetait.

## Filmographie
- Yun Jong-chan, Cheong Yeon (L'Hirondelle Bleue), Corée du Sud, 2005